# Luis Valenzuela (Fußballspieler, 1958)
Luis Alberto Valenzuela Venegas (* 28. Januar 1958) ist ein ehemaliger chilenischer Fußballspieler. Der linke Außenverteidiger absolvierte zehn Länderspiele für die Nationalmannschaft.

## Karriere

### Verein
Luis Valenzuela begann seine Karriere 1978 beim CD Magallanes in der Segunda División. Nach dem Aufstieg 1979 in die Primera División lief der Linksverteidiger noch drei weitere Jahre für den Traditionsklub aus der Hauptstadt auf und wechselte 1983 zu Naval. Dort beendete er mit dem Abstieg und der Auflösung des Klubs 1990 seine Karriere.

### Nationalmannschaft
Luis Valenzuela debütierte im April 1983 unter Trainer Luis Ibarra für die chilenische Nationalmannschaft. Bei der 2:3-Niederlage im Freundschaftsspiel gegen Brasilien spielte der Abwehrspieler über die volle Spielzeit. Bis August 1983 spielte er in insgesamt zehn Länderspielen, darunter auch bei zwei Siegen in der Copa del Pacífico 1983 gegen Peru. Bei seinem letzten Länderspiel, einem 4:2-Sieg im Freundschaftsspiel gegen Bolivien, wurde Valenzuela 10 Minuten vor Spielende für Jorge Aravena eingewechselt.